# Türkische Fußballnationalmannschaft (U-19-Junioren)
Die türkische Fußballnationalmannschaft der U-19-Junioren ist die Auswahl türkischer Fußballspieler der Altersklasse U-19. Sie repräsentiert die Türkiye Futbol Federasyonu auf internationaler Ebene, beispielsweise in Freundschaftsspielen gegen die Auswahlmannschaften anderer nationaler Verbände, aber auch bei der seit 2002 in dieser Altersklasse ausgetragenen Europameisterschaft. Die türkische Mannschaft erreichte sechsmal die Endrunde und wurde bei der ersten Teilnahme Zweiter. Danach schied sie immer nach der Gruppenphase aus. Dreimal scheiterte die Türkei bereits in der ersten Qualifikationsrunde, zuletzt 2005. Danach wurde immer mindestens die Eliterunde erreicht, für die Türkei auch einmal ein Freilos erhielt.

## Teilnahme an U-19-Europameisterschaften
- 2002: nicht qualifiziert
- 2003: nicht qualifiziert
- 2004:  Vize-Europameister
- 2005: nicht qualifiziert
- 2006: Gruppenphase
- 2007: nicht qualifiziert (in der Eliterunde gescheitert)
- 2008: nicht qualifiziert (in der Eliterunde gescheitert)
- 2009: Gruppenphase
- 2010: nicht qualifiziert (in der Eliterunde gescheitert)
- 2011: Gruppenphase
- 2012: nicht qualifiziert (in der Eliterunde gescheitert)
- 2013: Gruppenphase
- 2014: nicht qualifiziert (in der Eliterunde gescheitert)
- 2015: nicht qualifiziert (in der Eliterunde gescheitert)
- 2016: nicht qualifiziert (in der Eliterunde gescheitert)
- 2017: nicht qualifiziert (in der Eliterunde gescheitert)
- 2018: Gruppenphase
- 2019: nicht qualifiziert (in der Eliterunde gescheitert)
- 2020: Meisterschaft wegen COVID-19-Pandemie abgesagt (für die abgesagte Eliterunde qualifiziert)
- 2022: nicht qualifiziert (in der Eliterunde gescheitert)

| Bilanz     | Bilanz | Bilanz | Bilanz | Bilanz      | Bilanz | Bilanz    | Bilanz       |
| Runde      | Spiele | Siege  | Remis  | Niederlagen | Tore   | Gegentore | Tordifferenz |
| ---------- | ------ | ------ | ------ | ----------- | ------ | --------- | ------------ |
| 1. Runde   | 058    | 35     | 14     | 09          | 135    | 064       | 071          |
| Eliterunde | 048    | 27     | 07     | 14          | 091    | 068       | 023          |
| Endrunde   | 020    | 04     | 04     | 12          | 033    | 044       | −11          |
| Gesamt     | 126    | 66     | 25     | 35          | 259    | 176       | 083          |